# Myoporum stokesii
Myoporum stokesii là một loài thực vật thuộc họ Scrophulariaceae. Đây là loài đặc hữu của Polynésie thuộc Pháp.